# John Moraga
John Moraga (Phoenix, 20 de março de 1984) é um lutador de artes marciais mistas (MMA), atualmente ele compete no peso-mosca do Ultimate Fighting Championship.

## Carreira no MMA

### Início de Carreira
Moraga fez sua estreia no MMA em 2009 no Rage in the Cage, quando tinha o cartel de 6-0, enfrentou o desafiante do título dos Moscas do UFC, John Dodson no Nemesis Fighting: MMA Global Invasion, perdeu por Decisão Unânime. Mas após vencer suas quatro lutas seguintes entrou para o UFC.

### Ultimate Fighting Championship
Moraga era esperado para enfrentar Ian McCall em 4 de Agosto de 2012 no UFC on Fox: Shogun vs. Vera. Porém McCall foi forçado a se retirar por lesão e foi substituído por Ulysses Gomez. Moraga venceu em sua estréia no UFC por Nocaute no primeiro round.
Moraga enfrentou Chris Cariaso em 29 de Dezembro de 2012 no UFC 155 e venceu por Finalização no terceiro round.
Moraga era esperado para ter uma chance pelo Cinturão Peso Mosca do UFC contra o campeão Demetrious Johnson em 13 de Abril de 2013 no The Ultimate Fighter 17 Finale, porém Johnson se lesionou e a luta foi cancelada. A luta foi remarcada e aconteceu em 27 de Julho de 2013 no UFC on Fox: Johnson vs. Moraga. Moraga perdeu a luta por Finalização no quinto round.
Moraga era esperado para enfrentar Darren Uyenoyama em 14 de Dezembro de 2013 no UFC on Fox: Johnson vs. Benavidez II. Porém, uma lesão tirou Moraga do combate, sendo substituído pelo estreante Alptekin Ozkilic.
Moraga enfrentou Dustin Ortiz em 15 de Janeiro de 2014 no UFC Fight Night: Rockhold vs. Philippou. Moraga venceu por decisão dividida em uma decisão polêmica.
Moraga fez uma revanche da luta de 2010 contra John Dodson em 7 de Junho de 2014 no UFC Fight Night: Henderson vs. Khabilov. Ele foi derrotado novamente, dessa vez por interrupção médica após quebrar seu nariz, resultado de uma joelhada de Dodson.
Moraga enfrentou Justin Scoggins em 5 de Setembro de 2014 no UFC Fight Night: Jacaré vs. Mousasi II e venceu por finalização com uma guilhotina no segundo round.
Ele era esperado para enfrentar o ex-n°1 peso mosca do mundo Jussier Formiga em 13 de Dezembro de 2014 no UFC on Fox: dos Santos vs. Miocic. No entanto, uma lesão tirou Formiga da luta e Moraga enfrentou o estreante no UFC Willie Gates. Moraga venceu por finalização com um mata leão no terceiro round.
Moraga enfrentou o também ex-desafiante Joseph Benavidez em 23 de Maio de 2015 no UFC 187 e foi derrotado por decisão unânime.

## Cartel no MMA
| Cartel no MMA   |             |            |
| 23 lutas        | 17 vitórias | 6 derrotas |
| Por nocaute     | 2           | 1          |
| Por finalização | 8           | 1          |
| Por decisão     | 7           | 4          |

| Res.    | Cartel | Oponente            | Método                               | Evento                                                | Data       | Round | Tempo | Local                    | Notas                               |
| ------- | ------ | ------------------- | ------------------------------------ | ----------------------------------------------------- | ---------- | ----- | ----- | ------------------------ | ----------------------------------- |
| Derrota | 19-7   | Deiveson Figueiredo | Nocaute Técnico (socos)              | UFC Fight Night: Gaethje vs. Vick                     | 25/08/2018 | 2     | 3:08  | Lincoln, Nebraska        |                                     |
| Vitória | 19-6   | Wilson Reis         | Decisão (unânime)                    | UFC on Fox: Poirier vs. Gaethje                       | 14/04/2018 | 3     | 5:00  | Glendale, Arizona        |                                     |
| Vitória | 18-6   | Magomed Bibulatov   | Nocaute (soco)                       | UFC 216: Ferguson vs. Lee                             | 07/10/2017 | 1     | 1:38  | Las Vegas, Nevada        | Performance da Noite.               |
| Vitória | 17-6   | Ashkan Mokhtarian   | Decisão (unânime)                    | UFC Fight Night: Lewis vs. Hunt                       | 11/06/2017 | 3     | 5:00  | Auckland                 |                                     |
| Derrota | 16-6   | Sergio Pettis       | Decisão (unânime)                    | UFC Fight Night: Rodríguez vs. Penn                   | 15/01/2017 | 3     | 5:00  | Phoenix, Arizona         |                                     |
| Derrota | 16-5   | Matheus Nicolau     | Decisão (dividida)                   | The Ultimate Fighter 23 Finale                        | 09/07/2016 | 3     | 5:00  | Las Vegas, Nevada        |                                     |
| Derrota | 16-4   | Joseph Benavidez    | Decisão (unânime)                    | UFC 187: Johnson vs. Cormier                          | 23/05/2015 | 3     | 5:00  | Las Vegas, Nevada        |                                     |
| Vitória | 16-3   | Willie Gates        | Finalização (mata leão)              | UFC on Fox: dos Santos vs. Miocic                     | 13/12/2014 | 3     | 4:06  | Phoenix, Arizona         |                                     |
| Vitória | 15-3   | Justin Scoggins     | Finalização (guilhotina)             | UFC Fight Night: Jacaré vs. Mousasi II                | 05/09/2014 | 2     | 0:47  | Ledyard, Connecticut     |                                     |
| Derrota | 14-3   | John Dodson         | Nocaute Técnico (interrupção médica) | UFC Fight Night: Henderson vs. Khabilov               | 07/06/2014 | 2     | 5:00  | Albuquerque, New Mexico  |                                     |
| Vitória | 14-2   | Dustin Ortiz        | Decisão (dividida)                   | UFC Fight Night: Rockhold vs. Philippou               | 15/01/2014 | 3     | 5:00  | Duluth, Georgia          |                                     |
| Derrota | 13-2   | Demetrious Johnson  | Finalização (chave de braço)         | UFC on Fox: Johnson vs. Moraga                        | 27/07/2013 | 5     | 3:43  | Seattle, Washington      | Pelo Cinturão Peso Mosca do UFC.    |
| Vitória | 13-1   | Chris Cariaso       | Finalização (guilhotina)             | UFC 155: dos Santos vs. Velasquez II                  | 29/12/2012 | 3     | 1:11  | Las Vegas, Nevada        |                                     |
| Vitória | 12-1   | Ulysses Gomez       | Nocaute (cotoveladas e socos)        | UFC on Fox: Shogun vs. Vera                           | 04/08/2012 | 1     | 3:46  | Los Angeles, California  | Estréia no UFC.                     |
| Vitória | 11-1   | Jose Carbajal       | Decisão (unânime)                    | Cage Rage - On the River 2                            | 07/07/2012 | 3     | 5:00  | Parker, Arizona          |                                     |
| Vitória | 10-1   | Maurice Senters     | Decisão (unânime)                    | RITC - Rage in the Cage 160                           | 22/06/2012 | 3     | 5:00  | Chandler, Arizona        | Ganhou o Cinturão dos Galos RITC.   |
| Vitória | 9-1    | Matthew Garcia      | Finalização (chave de braço)         | Coalition of Combat - The Bangers Ball                | 25/02/2012 | 1     | 3:10  | Phoenix, Arizona         |                                     |
| Vitória | 8-1    | Freddie Lux         | Finalização (guilhotina)             | Trilogy Championship Fighting - Rumble at the Ranch 2 | 05/11/2011 | 1     | 0:49  | Phoenix, Arizona         | Ganhou o Cinturão dos Galos do TCF. |
| Vitória | 7-1    | Nathaniel Baker     | Finalização (chave de braço)         | Martinez Brothers Production - Sun City Battle        | 09/07/2011 | 3     | 2:27  | El Paso, Texas           |                                     |
| Derrota | 6-1    | John Dodson         | Decisão (unânime)                    | Nemesis Fighting: MMA Global Invasion                 | 11/12/2010 | 3     | 5:00  | Punta Cana               |                                     |
| Vitória | 6-0    | Aldo Escudero       | Decisão (unânime)                    | RITC 143 - Rage in the Cage 143                       | 31/07/2010 | 3     | 5:00  | Phoenix, Arizona         |                                     |
| Vitória | 5-0    | Travis Halverson    | Finalização (guilhotina)             | RITC 142 - Rage in the Cage 142                       | 26/06/2010 | 1     | 1:17  | Chandler, Arizona        |                                     |
| Vitória | 4-0    | Pat Donovan         | Finalização (triângulo)              | RITC 140 - Rage in the Cage 140                       | 20/03/2010 | 2     | 1:12  | Chandler, Arizona        |                                     |
| Vitória | 3-0    | Evan Morton         | Decisão (unânime)                    | RITC 139 - Rage in the Cage 139                       | 13/02/2010 | 3     | 3:00  | Tucson, Arizona          |                                     |
| Vitória | 2-0    | Al Decastro         | Nocaute Técnico (socos)              | RITC 138 - Rage in the Cage 138                       | 04/12/2009 | 1     | 1:15  | Mesa, Arizona            |                                     |
| Vitória | 1-0    | Sam Shapiro         | Decisão (unânime)                    | RITC 136 - Rage in the Cage 136                       | 07/11/2009 | 3     | 3:00  | Prescott Valley, Arizona |                                     |